# Tritirachium oryzae
Tritirachium oryzae är en svampart som först beskrevs av Vincens, och fick sitt nu gällande namn av de Hoog 1972. Tritirachium oryzae ingår i släktet Tritirachium, divisionen sporsäcksvampar och riket svampar.   Inga underarter finns listade i Catalogue of Life.